# Malagueña Salerosa
Malagueña Salerosa (także La Malagueña) – piosenka meksykańska gatunku Son Huasteco lub huapango, aranżowana przez wielu wykonawców.
Opowiada w pierwszej osobie o miłości mężczyzny do pięknej Hiszpanki z Malagi (hiszp. Malagueña). Kapryśna kobieta zwodzi go spojrzeniem, dając próżną nadzieję na odwzajemnienie uczucia. W ostatniej strofie mężczyzna wyraża zrozumienie dla jej odrzucenia z powodu jego ubóstwa. W końcu zamiast bogactw może jej zaoferować jedynie serce...
Piosenka przypisywana jest Elpidio Ramírezowi i Pedro Galindowi, którzy wydali ją w 1947 r. przez Peer International. Jednak meksykański kompozytor Nicandro Castillo kwestionuje ich autorstwo, podnosząc, że niektóre piosenki z regionu La Huasteca upowszechnione jako huapango w wykonaniu Elpidia Ramíreza, Roque Ramíreza i Pedra Galinda pochodziły w rzeczywistości od anonimowych autorów i były znane "na długo przed budową katedry w Huejutla".
Malagueña była wielokrotnie wykonywana przez zespoły conjunto huasteco, orkiestry mariachi i tria bolero. Najsławniejszą aranżację stworzył Miguel Aceves Mejía z zespołem mariachich. Jak w wielu utworach huapango i Son Huastecos, tak i tutaj wykorzystuje się śpiew falsetem i przeciągnięte nuty, np. głoska "e" w tytułowym słowie Malagueña.
Spośród orkiestr mariachi piosenkę nagrywali:
- Antonio Aguilar
- Mariachi Vargas
- David Záizar

W składzie conjunto huasteco śpiewali ją:
- Los Camperos de Valles
- Trio Chicontepec
- Trio resplandor huasteco
- Conjunto de Juan Reynoso

Wersje wykonane przez tria bolero pochodzą od:
- Los Panchos
- Los Tres Ases

Malagueña zyskała światową sławę, a w swój repertuar włączyli ją tacy artyści spoza Meksyku jak:
- Sława Przybylska
- Violetta Villas
- Edyta Górniak
- José Feliciano
- Czesław Niemen
- Bud & Travis, 1959, album Bud and Travis
- The Limeliters, 1960, album The Limeliters
- Ray Boguslav, 1961, album Curfew shall not ring tonight
- Paco de Lucía, 1967, album Dos guitarras flamencas en america latina
- The Tubes, 1975, zespół rockowy, debiutancki album The Tubes
- Tish Hinojosa, 1991, album Aquella Noche
- Eddie Palmieri, 1998, album El Rumbero del Piano
- Lydia Mendoza
- Helmut Lotti, 2000, album Latino Classics
- Pablito Ruiz
- Chingón, 2003, ścieżka dźwiękowa do drugiej części filmu Kill Bill
- Nana Mouskouri
- Olivia Ruiz, 2005, album La femme chocolat, piosenka występuje tu pod tytułem La Molinera
- Avenged Sevenfold, 2017, zespół metalowy, wydana jako singiel